# Molen te Broeck
De Molen te Broeck of 't Hof Schuurke is een watermolen op de Molenbeek-Ter Erpenbeek in Mere, een dorp in de Belgische provincie Oost-Vlaanderen.

## Geschiedenis
De molen werd opgetrokken voor 1571. De molen is altijd een korenmolen geweest en is dat tot op de dag van vandaag nog. In 1994 werd de molen beschermd als monument en de omgeving als dorpsgezicht. De vallei van de Molenbeek werd in 2004 als landschap beschermd.

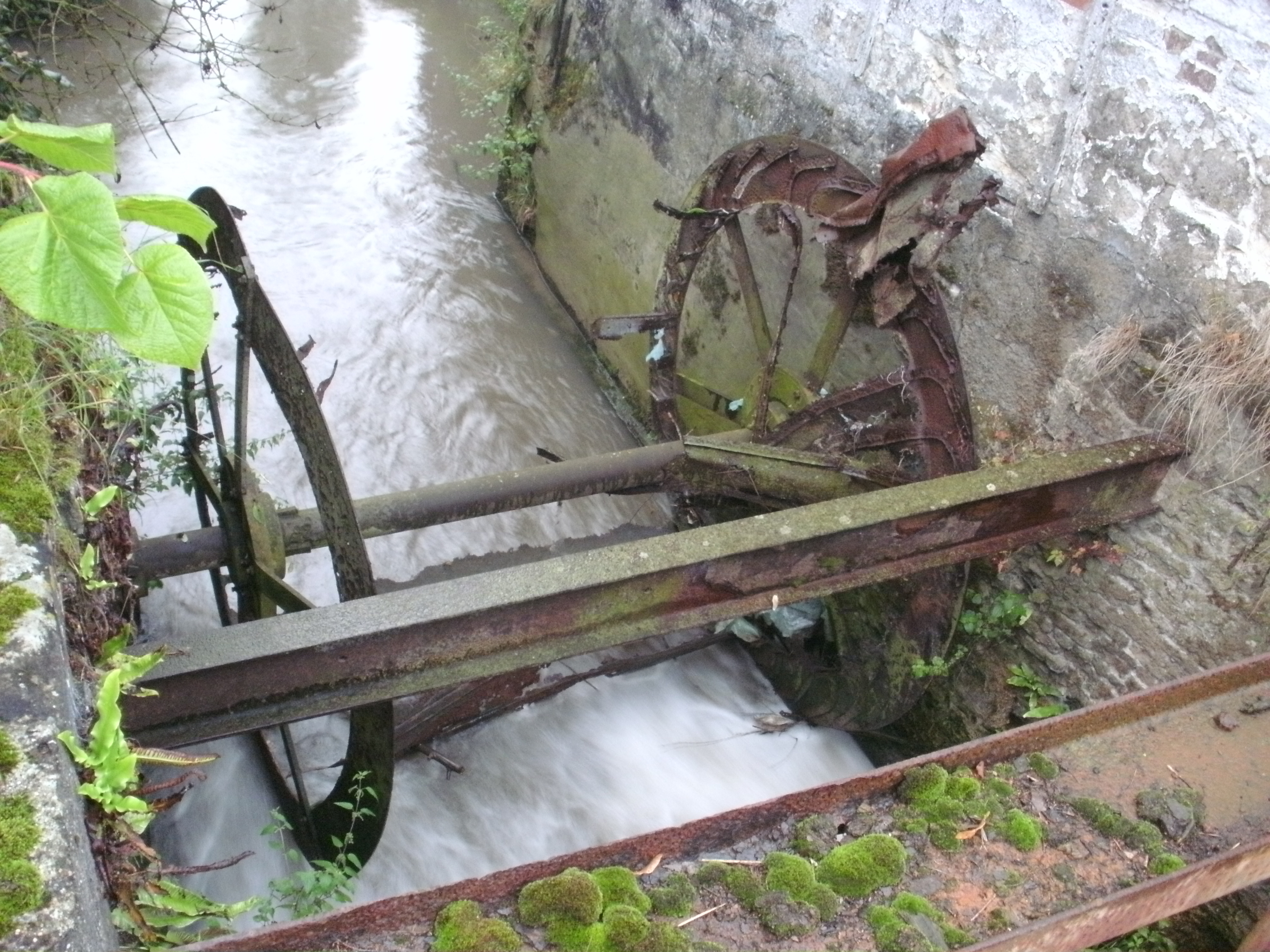
Waterrad
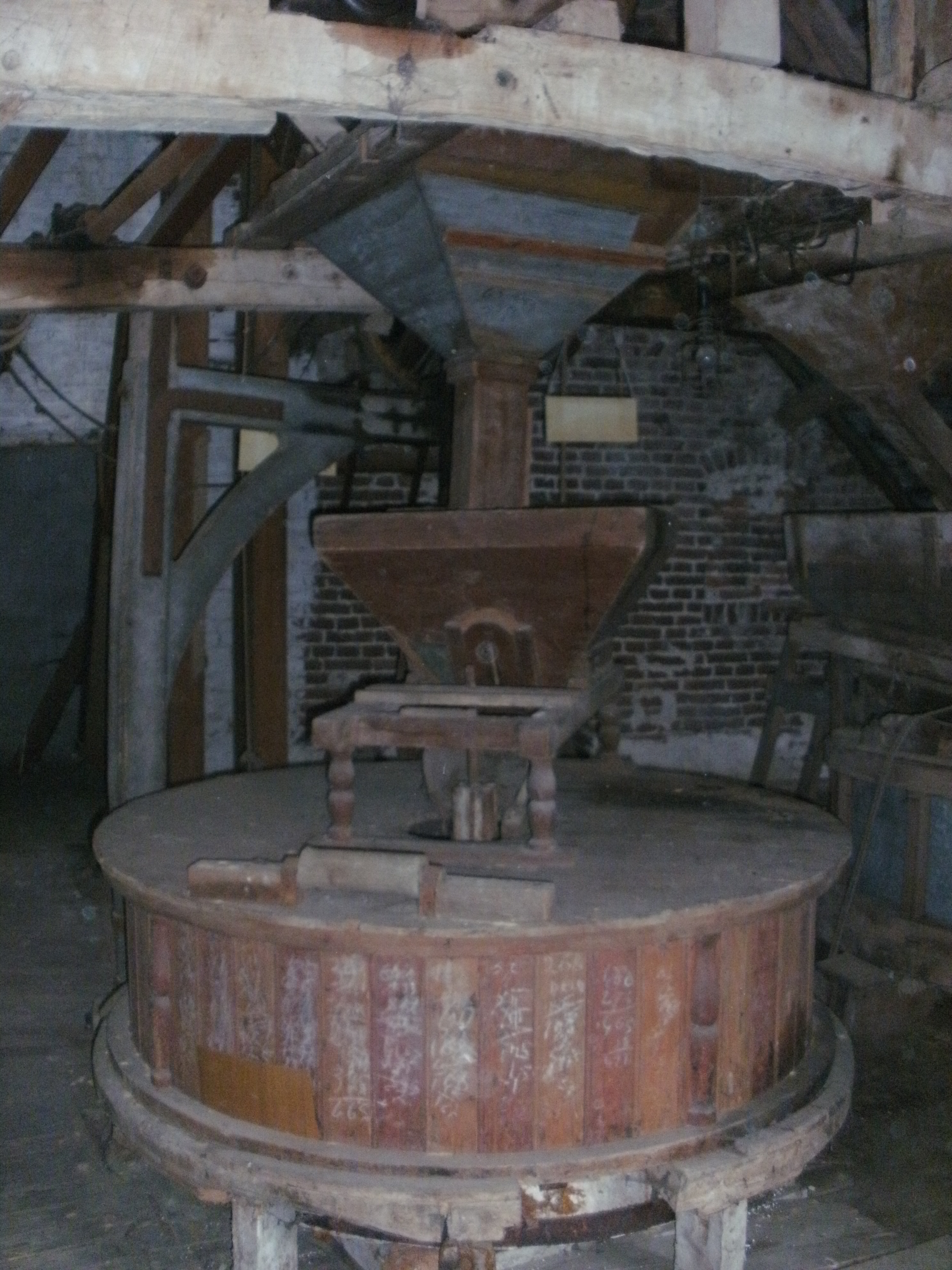
Steenkist
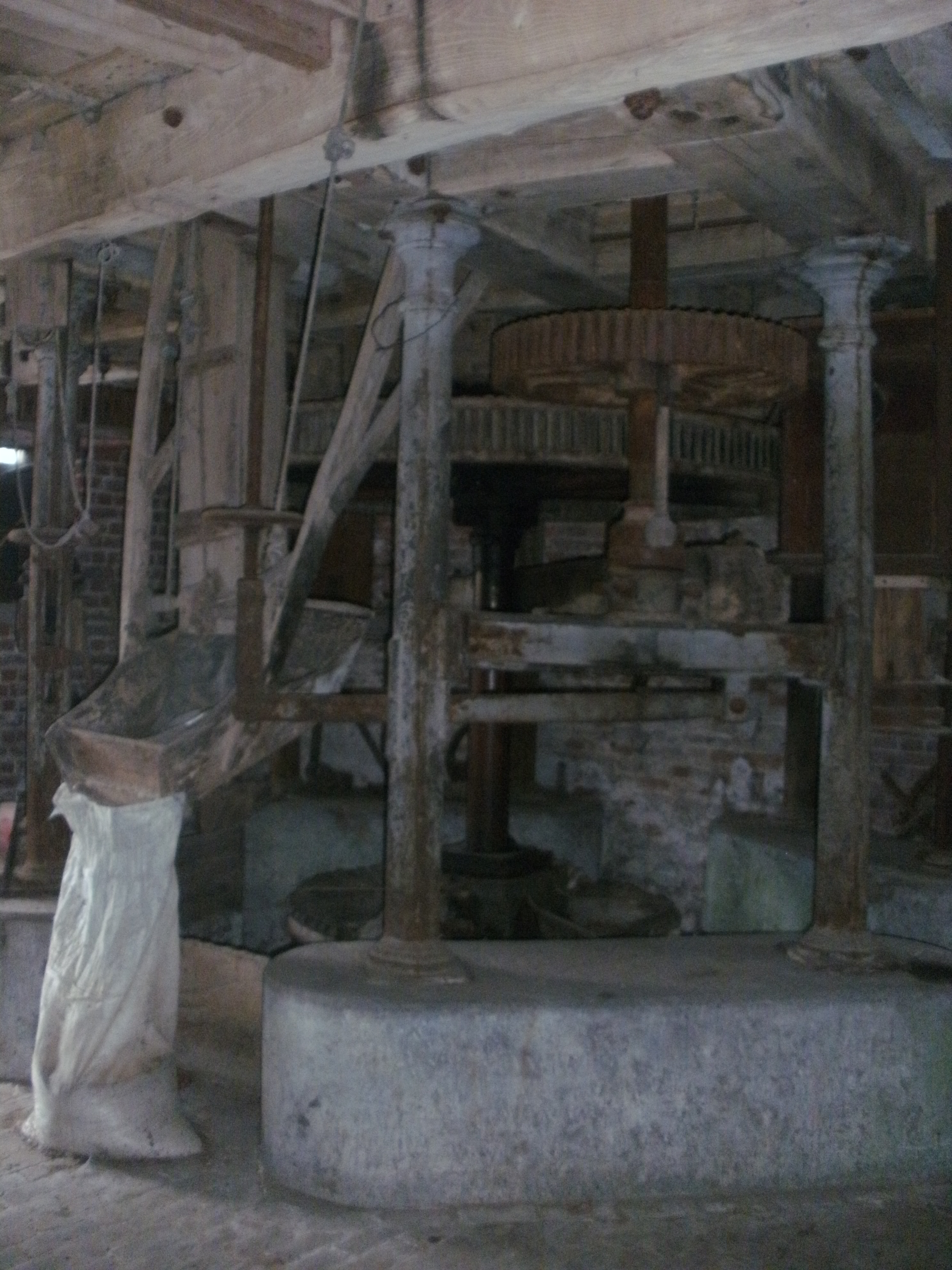
Molenas

Cottemmolen ·
De Graevesmolen ·
De Watermeulen ·
Egemmolen ·
Engelsmolen ·
Gotegemmolen ·
Kruiskoutermolen ·
Molen te Broeck ·
Molens Van Sande ·
Ratmolen ·
Van Der Biestmolen ·
Zwingelmolen
- Inventaris van het Bouwkundig Erfgoed (Vlaanderen): 8245